# Палиевский, Пётр Васильевич
Пётр Васи́льевич Палие́вский (1 мая 1932, Смоленск, РСФСР, СССР — 8 октября 2019) — советский и российский критик, литературовед, доктор филологических наук.

## Биография
Родился в семье инженера, в годы войны вместе с семьёй был угнан на работы в Германию. После войны вернулся в Москву, в 1955 году окончил филологический факультет МГУ, затем поступил в аспирантуру Института мировой литературы (ИМЛИ), по окончании её — научный сотрудник Отдела классической литературы ИМЛИ. Печатается с 1954 года. Диссертация кандидата филологических наук — «Образ и художественное произведение», 1962, ИМЛИ; диссертация доктора филологических наук — «Развитие русской литературы XIX — начала XX веков», 1982, ИРЛИ.
В 1977—1994 годах — заместитель директора ИМЛИ. С 1994 года — главный научный сотрудник ИМЛИ.
Сестра — Юлия Васильевна, литературовед;
Жена — Палиевская Елена Евгеньевна, преподаватель английского языка, переводчик;
Сын — Палиевский Василий Петрович.
Умер 8 октября 2019 г. Похоронен на Бабушкинском кладбище.

## Основные области исследований
Русская словесность в общем русле мировой литературы, литературная теория, значимые достижения литературы XX века, творчество англо-американских писателей, русская философия.

## Преподавание
1969—1970 — филологический факультет МГУ; 1994 — Центр Южной Культуры, США, Оксфорд (Миссисипи); 1997 — Литературный институт; лекции в университетах Европы и Америки.

## Общественная деятельность
Член Союза писателей СССР (1967) и Союза писателей России (1991).
В 1960—1970-е годы принимал участие в русском патриотическом движении, был одним из создателей «Русского клуба» и Советско-болгарского клуба творческой молодёжи, состоял действительным членом теоретико-дискуссионного клуба «Свободное слово» при Институте философии РАН.
Его остро-критические статьи о структурализме и «экспериментальной литературе», эссе о Грэме Грине и Фолкнере воспринимались тогда в среде гуманитарной интеллигенции в качестве ярких общекультурных манифестаций, вне своего антизападнического пафоса, и были широко известны. … впоследствии Палиевский совершенно ушёл из сферы культурно-патриотической эссеистики, что резко понизило общий уровень возглавлявшегося им идеологического направления
Член Общества Достоевского, Международного союза критиков, Общества Гёте (Веймар).

## Награды и премии
- Международная премия Университета Миссисипи, США (1986),
- Премия АН СССР им. Н. А. Добролюбова (1990),
- Премия Фулбрайта, США (1994),
- Премия «Национальный резерв» (2003),
- Премия «Имперская культура» им Эдуарда Володина (2004),
- Премия СП России им. Ф. И. Тютчева (2005),
- Премия журнала «Московский вестник» (2006),
- Диплом Московской городской организации Союза писателей России (2006),
- Горьковская литературная премия (2007),
- Почётная грамота РАН (1974, 2012).

## Медали
- Юбилейные: А. С. Пушкина, М. Ю. Лермонтова, И. А. Гончарова, М. А. шолохова, А. М. Горького, Общества Гёте
- Медаль ВДНХ за сборник «Контекст».

## Основные работы

### Монографии
- Пути реализма: Литература и теория. — М.: Современник, 1974. — 220 с.
  - Литература и теория. 2-е изд., доп. — М.: Современник, 1978. — 283 с.
  - Литература и теория. 3-е изд., доп. — М.: Сов. Россия, 1979. — 287 с.
- Русские классики: Опыт общей характеристики. — М.: Худож. лит., 1987. — 239 с.
- Шолохов и Булгаков. — М.: Наследие, 1993. — 119 с.
- Из выводов XX века. — СПб.: Рус. остров; Владимир Даль, 2004. — 555 с.
- Развитие русской литературы ХIХ — начала XX века. Панорама. — СПб.: Росток, 2016. — 287 с. — (Русская классическая литература в мировом контексте).
- Пушкин и тайны русской культуры / Автор-составитель С. С. Куняев. — М.: Родина, 2023. — 255 с. — (Кто мы?).

### Статьи
- «Образ или словесная ткань?» // «Вопросы литературы», 1959, № 11;
- «Гибель сатирика. Об Олдосе Хаксли» // «Иностранная литература», 1961, № 7;
- «Внутренняя структура образа» // «Теория литературы. Основные проблемы в историческом освещении. Кн. 1» (М., 1962);
- «Человек буржуазного мира в романах Грэма Грина» // «Литература и новый человек» (М., 1963);
- «О структурализме в литературоведении» // «Знамя», 1963,№ 12;
- «Постановка проблемы стиля» // «Теория литературы. Основные проблемы в историческом освещении. Кн. 3» (М., 1965);
- «Художественное произведение» // «Теория литературы. Основные проблемы в историческом освещении. Кн. 3» (М., 1965);
- «Путь У. Фолкнера к реализму» // «Современные проблемы реализма и модернизм» (М., 1965)
- «Мера научности» // «Знамя», 1966, № 4;
- Экспериментальная литература // «ВЛ», 1966, № 8;
- «Документ в современной литературе» // «Иностранная литература», 1966, № 8;
- «Импрессионизм» // «Краткая литературная энциклопедия», т. 3, М., 1966, с. 112—114;
- «Последняя книга М. Булгакова» // «Наш современник», М., 1969, № 3, с.116-119;
- «К понятию гения» // «Искусство нравственное и безнравственное» (М., 1969; перепечатано в кн. «За алтари и очаги» (М., 1989) и др.);
- «Пушкин и выбор русской литературой новой мировой дороги» // «Москва», М., 1974, № 6, с. 200—208;
- «Тихий Дон» Михаила Шолохова" в кн.: «Шолохов М. Тихий Дон» Кн. 1. М., 1980, с. 3-14;
- «Значение Толстого для литературы XX века». в кн.: «Л. Н. Толстой и современность». М., 1981, с. 147—153;
- Предисловие «Маргарет Митчелл и ее книга» к книге Митчелл М. «Унесенные ветром», т. 1, М., 1982, с. 3-15;
- «Место Гоголя в русской литературе XIX в.» в кн.: «Гоголь: история и современность», М., 1985, с. 85-93;
- "Мировое значение М. Шолохова"в кн.: «Слово о Шолохове: Сборник статей о великом художнике современности». М., 1985, с. 459—474;
- Предисловие «Уильям Фолкнер» в кн.: «Фолкнер У. Собрание сочинений в 6 томах», т. 1, М., 1985, с. 5-20;
- «Чехов» в кн.: «Собеседник», М., 1985, вып. 6, с. 76-92;
- «М. Шолохов и У. Фолкнер», «Дон», Ростов-на-Дону, 1987, № 5, с. 128—130;
- «К 90-летию А. Ф. Лосева», 1987;
- «Розанов и Флоренский», 1987;
- Предисловие к книге Замятин Е. «Мы». — Хаксли О. «О дивный новый мир», М., 1989, с. 3-6;
- «В. В. Розанов», 1989;
- Шолохов сегодня [печатный текст] / Палиевский, Петр Васильевич, Автор (Author) // За строкой учебника: сборник статей. — М.: Молодая гвардия, 1989 — с. 230—237;
- «Русский лесной царь Гёте и Пушкин», «Наш современник», М., 1999, № 12, с. 263—271;
- «Пушкин в движении европейского сознания» в кн.: «Литература, культура и фольклор славянских народов. XIII Мкждународный съезд славистов», М., ИМЛИ РАН, 2002, с. 119—128;
- «Апокалипсис нашего времени» в кн.: «Розановская энциклопедия», М., РОССПЕН, 2008, с. 1223—1230;
- «Завещание русского консерватизма», в книге В. В. Розанов и К. Н. Леонтьев «Материалы неизданной книги», 2014